# Aldo Maina
Aldo Maina (Poirino, 3 ottobre 1929 – Torino, 2 agosto 1973) è stato un politico italiano.

## Biografia
Dirigente d'azienda, impegnato in politica con il Movimento Sociale Italiano, venne eletto deputato alle elezioni politiche del 1972. Morì all'età di 43 anni per le conseguenze dell'incidente occorso a un autobus sul quale viaggiava nei pressi di Torino. Gli subentrò alla Camera il collega Andrea Galasso. 